# 89식 중전차 이고
89식 중전차(일본어: 八九式中戦車 하치큐시키츄센샤[*])는 "イ号 이고[*] 전차"로도 알려진 일본군에서 1932년부터 1942년까지 중일전쟁과 제2차 세계 대전에 사용되었다. 토치카와 돌진지 격파를 위해 단포신의 57mm 포를 탑재하였다.